# 阿特馬奈河
阿特馬奈河（羅馬化：Atmanai）是烏克蘭南部的河流，發源自達維迪夫卡以西，流經扎波羅熱州的梅利托波爾區，河口處於阿特馬奈西北面，河道全長10公里。